# CHuN
CHuN（チュン、1980年 - ）は、台湾の漫画家・イラストレーター。
国立台湾大学医療技術学科卒業後、両親の反対を押し切って漫画家デビューを志し、2007年より日本の出版社への投稿を開始。2008年に「魔王様の勇者討伐記」がスクウェア・エニックスの漫画雑誌『月刊ガンガンWING』に掲載され、後に同社のウェブコミック配信サイト『ガンガンONLINE』でシリーズ掲載される。2010年に「魔王様の勇者討伐記」の中文版「魔王逗勇者」が台湾国際角川書店より刊行された際は台湾で大きな話題となった。
皇宇ら複数名と共にサークル「Friendly Sky」で同人活動も行っており、コミックマーケットを始めとする日本のイベントにも参加している。

## 作品

### 漫画
- 魔王様の勇者討伐記（『月刊ガンガンWING』→『ガンガンONLINE』連載。協力・友善文創）
- 皇帝の花嫁（『月刊ガンガンJOKER』連載。原作・Antikim/Avra、協力・友善文創）
- "葵" ヒカルが地球にいたころ……（『ガンガンONLINE』連載。原作・野村美月、構成・山崎風愛、キャラクター原案・竹岡美穂）
- 死神様と4人の彼女（『月刊ガンガンJOKER』連載。原作・巣山真）
- 可愛ければ変態でも好きになってくれますか?（『月刊ドラゴンエイジ』連載。原作・花間燈、キャラクター原案：sune）

### イラスト
- 「自由」（ガンガンONLINE2009年8月27日）
- 魔技科の剣士と召喚魔王（MF文庫J 著者・三原みつき）